# آرادنا تریپاتی
آرادنا تریپاتی یک دانشمند علوم زمین، دانشمند اقلیم و مدافع تنوع است. او استاد دانشگاه کالیفرنیا، لس‌آنجلس (UCLA) است و در مؤسسه محیط‌زیست و پایداری، دپارتمان علوم زمین، سیاره‌ای و فضایی، دپارتمان علوم جوی و اقیانوسی و مؤسسه نانوسیستم‌های کالیفرنیا فعالیت می‌کند.
او همچنین مدیر مرکز رهبری متنوع در علم است. تحقیقات او شامل توسعه روش‌های شیمیایی جدید برای مطالعه فرآیندهای محیطی و بررسی تاریخچه تغییرات اقلیمی و سیستم‌های زمین می‌شود.
او به دلیل پژوهش‌هایش در زمینه تغییرات اقلیمی و ژئوشیمی ایزوتوپ‌های تجمع‌یافته شناخته شده است. تریپاتی به مطالعه تکامل سطوح دی‌اکسید کربن اتمسفری و تأثیرات آن بر دمای زمین، چرخه آب، یخچال‌ها و ورقه‌های یخی، و اسیدیته اقیانوس‌ها می‌پردازد.

## اوایل زندگی و تحصیلات
تریپاتی در تگزاس متولد شد و در سه‌سالگی همراه با والدینش، که از جزایر فیجی به ایالات متحده مهاجرت کرده بودند، به کالیفرنیا نقل مکان کرد.
او عمدتاً توسط مادرش، یک پرستار، بزرگ شد و از او به‌عنوان فردی که حمایت و فرصت‌های لازم برای موفقیتش را فراهم کرده است، یاد می‌کند. تریپاتی دوران دبستان و راهنمایی را در ناحیه مدارس متحد لس‌آنجلس گذراند. او در ۱۲سالگی به‌عنوان دانشجوی تمام‌وقت از طریق برنامه ورود زودهنگام در دانشگاه ایالتی کالیفرنیا، لس‌آنجلس ثبت‌نام کرد.
تریپاتی دارای مدرک کارشناسی علوم در زمین‌شناسی از دانشگاه ایالتی کالیفرنیا، لس‌آنجلس است و جوایز متعددی، از جمله جایزه آرون واترز برای دانشجوی برتر سال ۱۹۹۶، دریافت کرده است. او در سال ۲۰۰۲ مدرک دکترای خود را در علوم زمین از دانشگاه کالیفرنیا، سانتا کروز دریافت کرد و تحت نظارت مشاور دکتری، جیمز زاکوس، فعالیت کرد.
تریپاتی تحقیقات پسادکتری خود را در دانشگاه کمبریج با یک بورسیه پسادکتری مارشال شرفیلد آغاز کرد. در طول هشت سال به‌عنوان یک پژوهشگر مستقل، تریپاتی چندین بورسیه دریافت کرد: بورسیه تغییرات آب و هوایی ناگهانی کامر، بورسیه پژوهشی طبیعی توماس نویل در کالج ماگدالین، و بورسیه شورای تحقیقات محیطی ملی بریتانیا (NERC).

## حرفه و پژوهش

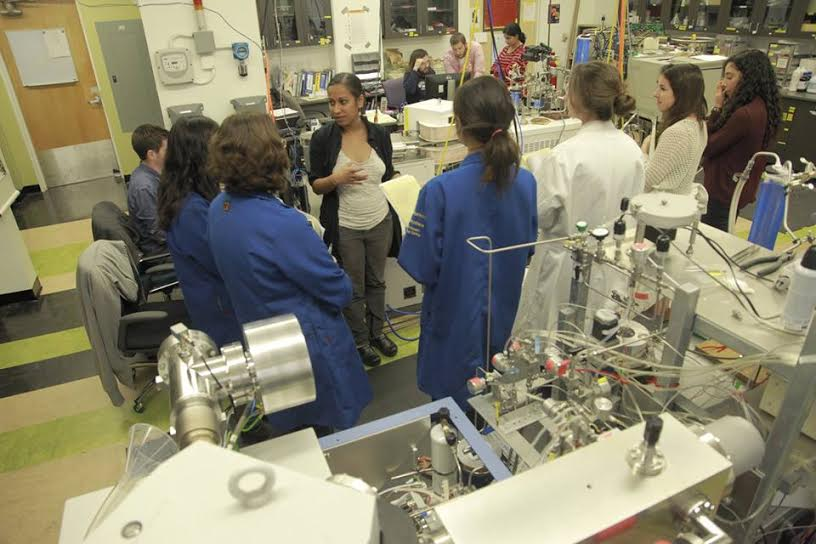
آرادنا تریپاتی و گروهی از دانشجویان کالج‌های اجتماعی در یکی از آزمایشگاه‌های تحقیقاتی او.

در سال ۲۰۰۹، تریپاتی به‌عنوان استادیار در UCLA شروع به کار کرد و در سال ۲۰۱۴ به دانشیار ارتقاء یافت و همچنان به تدریس تمام‌وقت ادامه می‌دهد. او قرار ملاقات‌های مشترک در دپارتمان‌های علوم جوی و اقیانوسی و علوم زمین، سیاره‌ای و فضایی، و همچنین مؤسسه‌های ژئوفیزیک و فیزیک سیاره‌ای و محیط‌زیست و پایداری دارد.
از زمان دانشجویی کارشناسی، تریپاتی روی پیشرفت و استفاده از روش‌های پیشرفته ژئوشیمیایی برای درک تکامل اقلیم زمین کار کرده است. در طول حرفه‌اش، او این روش‌ها را برای درک بهتر تاریخچه و الگوهای تغییرات دما، چرخه کربن، pH، حجم یخ و آب‌شناسی زمین اعمال کرده است.
آزمایشگاه تریپاتی از ژئوشیمی ایزوتوپ‌های تجمع‌یافته به‌عنوان ابزاری برای بازسازی استانداردهای اقلیمی گذشته استفاده می‌کند تا دینامیک تغییرات اقلیمی را در طول مقیاس‌های زمانی مختلف درک کند.
روش ژئوشیمی اصلی که او با آن کار می‌کند، ترمومتری ایزوتوپ‌های تجمع‌یافته است که استفاده از آن در این حوزه را بهبود بخشیده است. او به توسعه تکنیکی معروف به «دماسنج دیرینه» کمک کرد که به دانشمندان اجازه می‌دهد با تحلیل نسبت‌های شیمیایی نمونه‌ها از دوره‌های زمانی مختلف، دماهای گذشته را اندازه‌گیری کنند.
ترکیب شیمیایی یک نمونه خاص منعکس‌کننده ترکیب جو زمین در یک نقطه زمانی مشخص است و این امکان را به دانشمندان می‌دهد تا دریابند جو زمین در گذشته چگونه بوده است.
با استفاده از این تکنیک‌ها در یک مطالعه در سال ۲۰۰۹، تریپاتی و تیمش توانستند دریابند که آخرین باری که سطح دی‌اکسید کربن به سطح فعلی خود رسید، بین ۱۰ تا ۱۵ میلیون سال پیش بوده است، زمانی که متوسط دمای جهانی ۱۰ درجه فارنهایت گرم‌تر از امروز بود.
در مطالعه دیگری که در سال ۲۰۱۶ منتشر شد، تریپاتی و همکارانش از سراسر جهان نشان دادند که یک فروپاشی ورقه یخی که ۱۴٬۰۰۰ سال پیش رخ داد، باعث شد جریان جتی جو زمین در مدت یک قرن تغییر کند.
نتایج آن‌ها بر اساس تجزیه و تحلیل یک مغزه حفاری ANDRILL-2 بود که در نزدیکی پایگاه مک‌موردو قطب جنوب ایالات متحده استخراج شد. این مطالعه نشان داد که ورقه یخی قطب جنوب ممکن است به سطوح دی‌اکسید کربن اتمسفری حساس باشد که فاصله زیادی با سطح کنونی آن ندارند.